# Basketball-Amerikameisterschaft 2015
Die Basketball-Amerikameisterschaft 2015 (offiziell: Campeonato FIBA Americas 2015 (englisch The FIBA Americas Championship 2015)) ist die 17. Auflage dieses Turniers gewesen und fand vom 31. August bis zum 12. September 2015 im Palacio de los Deportes der mexikanischen Hauptstadt Mexiko-Stadt statt. Bei dem Turnier ging es neben der Kontinentalmeisterschaft für nationale Auswahlmannschaften der Herren des Kontinentalverbands FIBA Amerika gleichzeitig um die Qualifikation für das Basketballturnier bei den Olympischen Spielen 2016. Von den zehn teilnehmenden Mannschaften qualifizierten sich die Finalisten direkt für die Olympischen Spiele und die weiteren Halbfinalisten sowie die fünftplatzierte Mannschaft der Zwischenrunde für ein weiteres Qualifikationsturnier direkt vor Olympia nächstes Jahr. Da neben Olympia-Gastgeber Brasilien auch Weltmeister Vereinigte Staaten bereits direkt für die Olympischen Spiele qualifiziert war, verzichteten die nordamerikanischen Weltmeister auf eine Teilnahme an den Kontinentalmeisterschaften. Im Unterschied zur vorherigen Amerikameisterschaft, bei der Mexiko Nachrücker war, war die mexikanische Nationalmannschaft bei dieser Austragung sogar kontinentaler Titelverteidiger. Die Spiele wurden ausschließlich im Palacio des los Desportes ausgetragen.
Nach Premierensieger Mexiko beim letzten Turnier war mit der venezolanischen Nationalmannschaft unter Trainer Néstor García ein weiterer Premierengewinner zu verzeichnen. Venezuela konnte dabei im K.-o.-System der Medaillenrunde die Turnierfavoriten Kanada, Argentinien und Gastgeber Mexiko hinter sich lassen, die das Turnier in den Gruppenspielen der Vor- und Zwischenrunde dominiert hatten. Individuell wurde trotzdem NBA-Profi Luis Scola aus Argentinien zum vierten Mal in den letzten fünf Austragungen zum Most Valuable Player ernannt, nachdem er bereits zum dritten Mal in den letzten vier Austragungen auch Topscorer des Turniers war. Parallel zu den Ereignissen bei der gleichzeitig stattfindenden EuroBasket 2015, bei der Tony Parker als „All-Time Leading Scorer“ die griechische Scorer-Legende der 1980er Jahre Nikos Galis ablösen konnte, überholte Scola ebenso die brasilianische Scorer-Legende der 1980er Oscar Schmidt als erfolgreichster Punktesammler über alle Austragungen der Amerikameisterschaften hinweg. Neben den Halbfinalisten erreichte die Auswahl Puerto Ricos einen Startplatz für ein weiteres Olympia-Qualifikationsturnier im folgenden Jahr.

## Teilnehmer
Die Qualifikation richtete sich nach den regionalen Subzonen des Kontinentalverbands. Qualifiziert waren neben den nordamerikanischen Mannschaften Vereinigte Staaten, die aber nicht teilnahm, und Kanada die Medaillengewinner der letzten vorausgegangenen Zentralamerikameisterschaft „Centrobasket“ und Basketball-Südamerikameisterschaft. Ist der Gastgeber der Amerikameisterschaft unter den Halbfinalisten dieser Regionalmeisterschaften oder als nordamerikanischer Teilnehmer gesetzt, so sind auch alle Halbfinalisten für die Kontinentalmeisterschaften qualifiziert.

### Nordamerika
- Kanada

### Zentralamerika & Karibik
- Mexiko (Gastgeber, Titelverteidiger & Sieger Centrobasket 2014)
- Puerto Rico (Finalist Centrobasket 2014)
- Dominikanische Republik (Bronzemedaille Centrobasket 2014)
- Kuba (Halbfinalist Centrobasket 2014)
- Panama (Fünfter Centrobasket 2014 & Nachrücker für den Gastgeber)

### Südamerika
- Venezuela (Sieger Campeonato Sudamericano 2014)
- Argentinien (Finalist Campeonato Sudamericano 2014)
- Brasilien (Bronzemedaille Campeonato Sudamericano 2014)
- Uruguay (Halbfinalist Campeonato Sudamericano 2014)

## Modus
Beim Turnier wurde eine Vorrunde in zwei Gruppen zu je fünf Mannschaften als Rundenturnier ausgetragen. Die beiden am schlechtesten platzierten Mannschaften der Vorrunde schieden anschließend aus dem Turnier aus, während die anderen Mannschaften unter Mitnahme ihrer Vorrundenergebnisse eine Zwischenrunde als Fortführung des Rundenturniers gegen die besten vier Mannschaften der anderen Vorrundengruppe ausspielten. Die besten vier Mannschaften dieser Zwischenrunde spielten in der Finalrunde im K.-o.-System die Medaillen der Kontinentalmeisterschaften untereinander aus. Die Finalteilnehmer qualifizierten sich direkt für die Olympischen Spiele, während die Teilnehmer auf den Plätzen drei bis fünf zum Qualifikationsturnier im Juli 2016 eingeladen wurden. Hätte Olympia-Gastgeber Brasilien, die bereits enttäuschenderweise nach der Vorrunde ausschieden, zu den Finalisten gehört, hätte noch der Sechste der Zwischenrunde das Teilnahmerecht am Qualiturnier im folgenden Jahr erreicht.

## Vorrunde
Die Spiele der Vorrunde fanden zwischen dem 31. August und dem 4. September 2015 statt.

### Gruppe A
| Nation                     | Sp | S | N | P+  | P-  |       | Mexiko | Dominikanische Republik | Panama | Uruguay | Brasilien |
| -------------------------- | -- | - | - | --- | --- | ----- | ------ | ----------------------- | ------ | ------- | --------- |
| 1. Mexiko                  | 4  | 4 | 0 | 309 | 255 | *     | 84:66  | 82:68                   | 78:63  | 65:58   |           |
| 2. Dominikanische Republik | 4  | 2 | 2 | 304 | 291 | 66:84 | *      | 83:66                   | 90:70  | 65:71   |           |
| 3. Panama                  | 4  | 2 | 2 | 301 | 308 | 68:82 | 66:83  | *                       | 78:71  | 89:72   |           |
| 4. Uruguay                 | 4  | 1 | 3 | 275 | 303 | 63:78 | 70:90  | 71:78                   | *      | 71:57   |           |
| 5. Brasilien               | 4  | 1 | 3 | 258 | 290 | 58:65 | 71:65  | 72:89                   | 57:71  | *       |           |

### Gruppe B
| Nation         | Sp | S | N | P+  | P-  |       | Argentinien | Kanada | Venezuela | Puerto Rico | Kuba |
| -------------- | -- | - | - | --- | --- | ----- | ----------- | ------ | --------- | ----------- | ---- |
| 1. Argentinien | 4  | 4 | 0 | 358 | 305 | *     | 94:87       | 77:68  | 91:86     | 96:64       |      |
| 2. Kanada      | 4  | 3 | 1 | 382 | 307 | 87:94 | *           | 82:62  | 112:92    | 101:59      |      |
| 3. Venezuela   | 4  | 2 | 2 | 277 | 274 | 68:77 | 62:82       | *      | 74:63     | 73:52       |      |
| 4. Puerto Rico | 4  | 1 | 3 | 332 | 338 | 86:91 | 92:112      | 63:74  | *         | 91:61       |      |
| 5. Kuba        | 4  | 0 | 4 | 236 | 361 | 64:96 | 59:101      | 52:73  | 61:91     | *           |      |

## Zwischenrunde
Die Spiele der Zwischenrunde, die die vier Teilnehmer an den Weltmeisterschaften ermitteln, fanden zwischen dem sechsten und neunten September 2015 statt. Die mitgenommenen Ergebnisse der Vorrunde sind kursiv gekennzeichnet.
| Nation           | Sp | S | N | P+  | P-  |         | Kanada | Argentinien | Mexiko | Venezuela | Puerto Rico | Dominikanische Republik | Panama | Uruguay |
| ---------------- | -- | - | - | --- | --- | ------- | ------ | ----------- | ------ | --------- | ----------- | ----------------------- | ------ | ------- |
| 1. Kanada        | 7  | 6 | 1 | 707 | 572 | *       | 87:94  | 94:73       | 82:62  | 112:92    | 120:103     | 103:66                  | 109:82 |         |
| 2. Argentinien   | 7  | 6 | 1 | 611 | 564 | 94:87   | *      | 83:95       | 77:68  | 91:86     | 92:84       | 84:57                   | 90:87  |         |
| 3. Mexiko        | 7  | 6 | 1 | 577 | 530 | 73:94   | 95:83  | *           | 73:70  | 92:86     | 84:66       | 82:68                   | 78:63  |         |
| 4. Venezuela     | 7  | 3 | 4 | 496 | 502 | 62:82   | 68:77  | 70:73       | *      | 74:63     | 72:68       | 75:62                   | 75:77  |         |
| 5. Puerto Rico   | 7  | 3 | 4 | 583 | 601 | 92:112  | 86:91  | 86:92       | 63:74  | *         | 98:92       | 78:71                   | 80:69  |         |
| 6. Dominik. Rep. | 7  | 2 | 5 | 586 | 602 | 103:120 | 84:92  | 66:84       | 68:72  | 92:98     | *           | 83:66                   | 90:70  |         |
| 7. Panama        | 7  | 1 | 6 | 468 | 576 | 66:103  | 57:84  | 68:82       | 62:75  | 71:78     | 66:83       | *                       | 78:71  |         |
| 8. Uruguay       | 7  | 1 | 6 | 519 | 600 | 82:109  | 87:90  | 63:78       | 77:75  | 69:80     | 70:90       | 71:78                   | *      |         |

## Medaillenrunde
Die Spiele der Medaillenrunde fanden am elften und zwölften September 2015 statt.
|  | Halbfinale    | Halbfinale    | Halbfinale    |   |           | Finale           | Finale           | Finale           |
|  |               |               |               |   |           |                  |                  |                  |
|  | 11. September |               |               |   |           |                  |                  |                  |
|  | 1             | Kanada        | 78            |   |           |                  |                  |                  |
|  | 4             | Venezuela     | 79            |   |           | 12. September    | 12. September    | 12. September    |
|  |               |               |               | 4 | Venezuela | 76               |                  |                  |
|  | 11. September | 11. September | 11. September |   | 2         | Argentinien      | 71               |                  |
|  | 3             | Mexiko        | 70            |   |           |                  |                  |                  |
|  | 2             | Argentinien   | 78            |   |           | Spiel um Platz 3 | Spiel um Platz 3 | Spiel um Platz 3 |
|  |               |               |               |   |           | 1                | Kanada           | 87               |
|  | 3             | Mexiko        | 86            |   |           |                  |                  |                  |
|  |               |               |               |   |           | 12. September    |                  |                  |